# Rossbeevera
Rossbeevera is een geslacht van schimmels behorend tot de familie Boletaceae.

## Soorten
Het geslacht Retiboletus bevat volgens de Index Fungorum de volgende tien soorten (peildatum april 2023):
| Soortnaam                  | Auteur(s)                                     | Publicatiejaar |
| -------------------------- | --------------------------------------------- | -------------- |
| Rossbeevera bispora        | (B.C. Zhang & Y.N. Yu) T. Lebel & Orihara     | 2012           |
| Rossbeevera cryptocyanea   | Orihara                                       | 2016           |
| Rossbeevera eucyanea       | Orihara                                       | 2012           |
| Rossbeevera griseobrunnea  | Iqbal Hosen & T.H. Li                         | 2019           |
| Rossbeevera griseovelutina | Orihara                                       | 2012           |
| Rossbeevera mucosa         | (Petri) T. Lebel, Orihara & N. Maek.          | 2012           |
| Rossbeevera paracyanea     | Orihara                                       | 2015           |
| Rossbeevera vittatispora   | (G.W. Beaton, Pegler & T.W.K. Young) T. Lebel | 2012           |
| Rossbeevera westraliensis  | T. Lebel, Orihara & N. Maek.                  | 2012           |
| Rossbeevera yunnanensis    | Orihara & M.E. Sm.                            | 2012           |